# George Henry Corliss
George Henry Corliss   (Easton, 2 de juny de 1817 - Providence, 21 de febrer de 1888) va ser un enginyer mecànic estatunidenc i inventor de la Màquina de vapor de Corliss que va representar una gran millora, en especial respecte al rendiment tèrmic, de les màquines del seu temps.Amb aquesta màquina les indústries van poder estar allunyades de les fonts d'energia hidràulica.

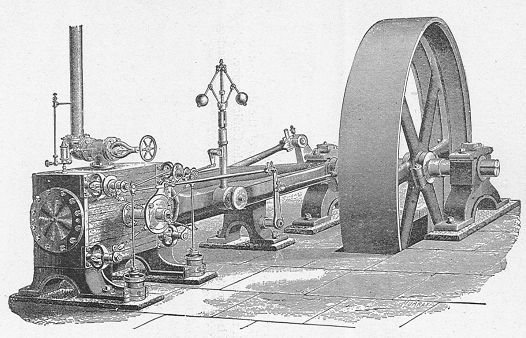
Màquina de vapor de Corliss.

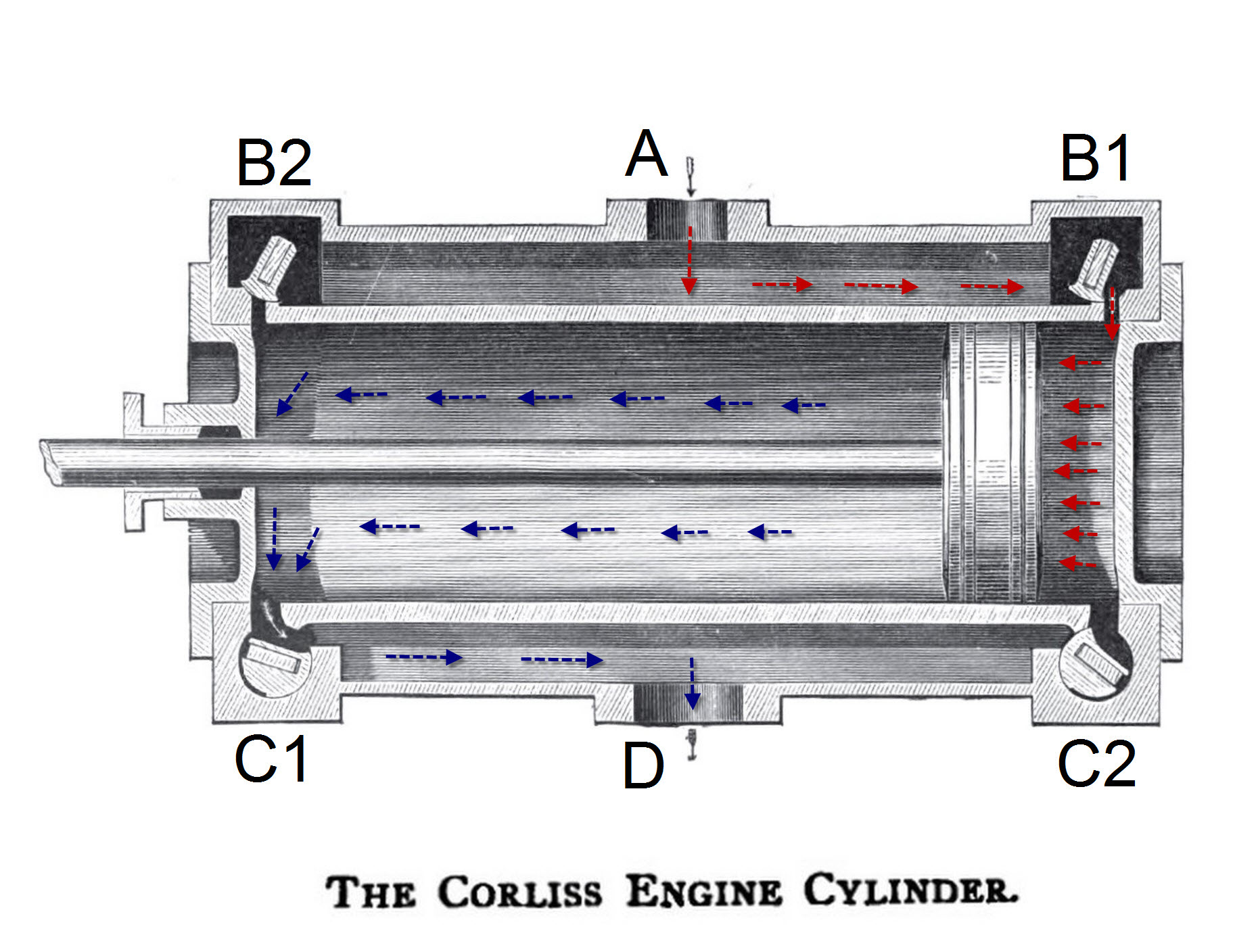
Detall de la vàlvula

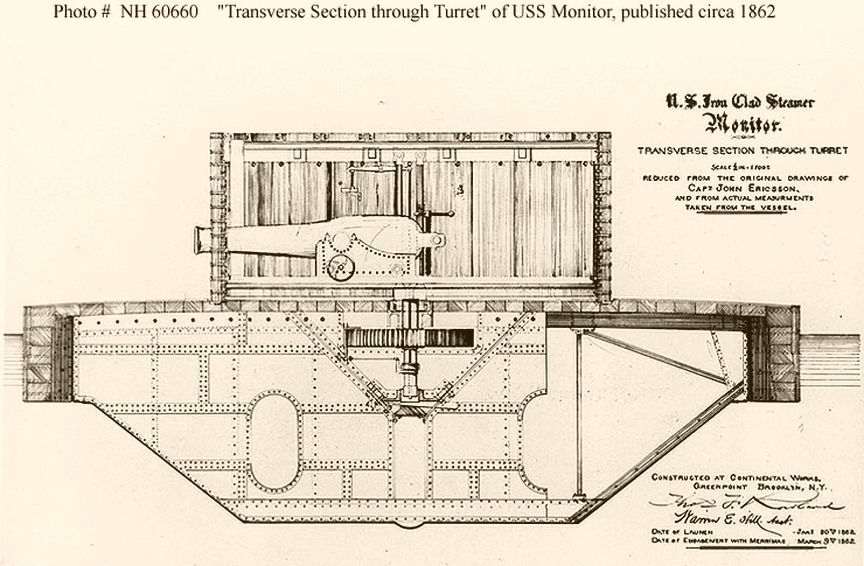
Detaill de la USS Monitor turret, la qual Corliss va ajudar a construir

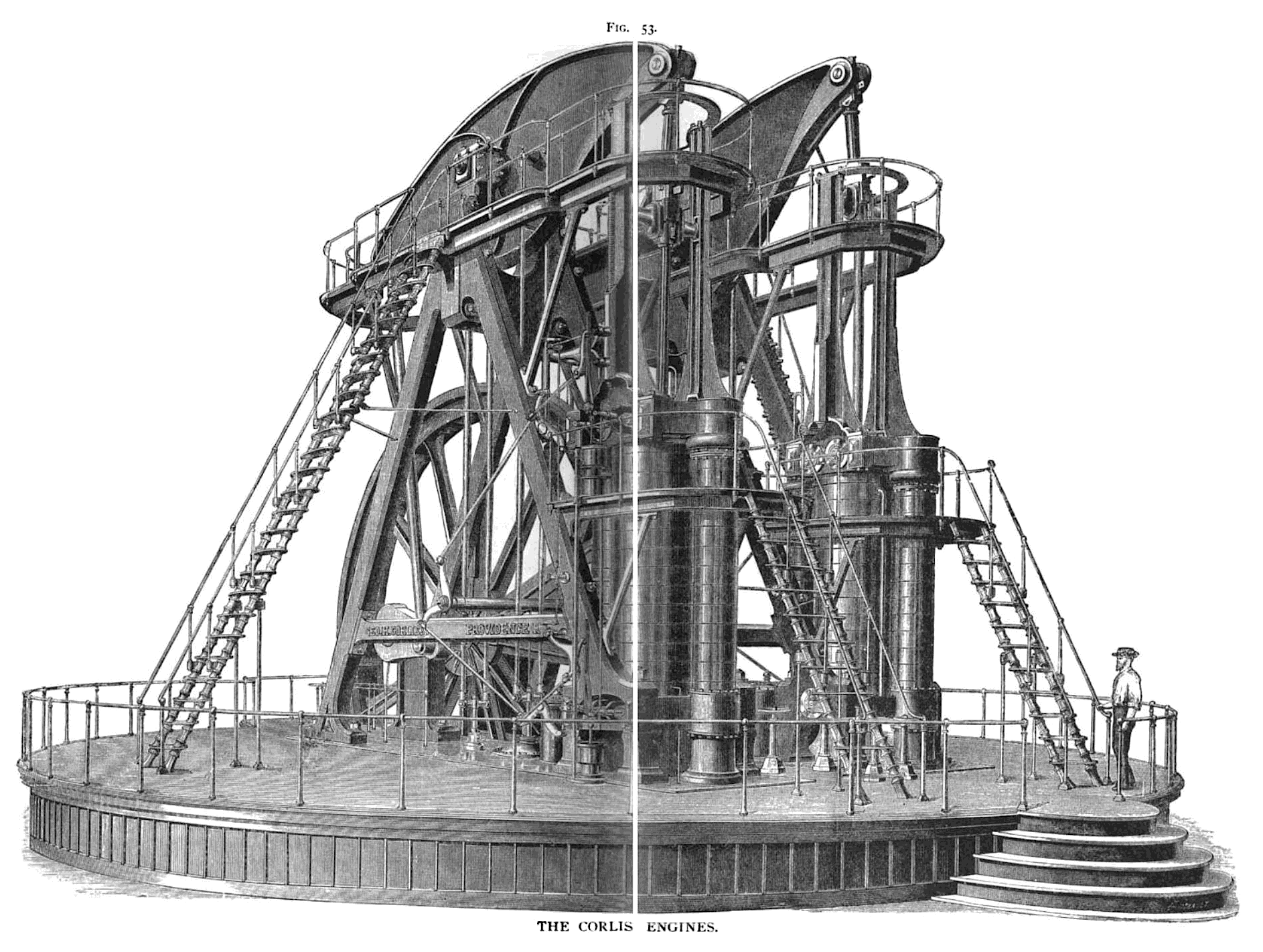
1876 Centennial Engine

Era fill d'un metge i assistí a l'escola local fins als 14 anys, després entrà a treballar a una botiga de Greenwich, New York. El 1834 entrà a l'acadèmia de Castleton, Vermont i es graduà el 1838.
El 1842, Corliss obtingué una patent per una màquina de cosir botes, sabates i cuir dur.
Corliss abandonà les seves màquines de cosir i s'interessà per les màquines de vapor estacionàries que en aquells temps eren considerades més ineficients que la força hidràulica.
El 1848 Corliss s'associà amb John Barstow i E.J. Nightingale sota el nom de Corliss, Nightingale & Company. El mateix any construïren una màquina de vapor estacionària del tipus Corliss. En el moment de la mort de Corliss la seva empresa ocupava 1.000 treballadors.
La Corliss Steam Engine Company va subministrar maquinària a l'exèrcit dels Estats Units durant la Guerra Civil.
L'11 de gener de 1870, just cent anys després que James Watt patentés la seva primera màquina de vapor, Corliss va rebre el Premi Rumford per l'American Academy of Arts and Sciences.